# 李景峄
李景峄（？—？），山東鄒平人，是一名清朝政治人物。
李景峄是乾隆甲寅（1794年）舉人，官學教習。嘉慶十四年（1809年）八月十七日任溧陽縣知縣，十六年（1811年）三月二十九日改任常熟縣知縣。1826年接替陈銮任松江府知府一职，1827年由王有庆接任。